# Ipa pepticus
Ipa pepticus là một loài nhện trong họ Linyphiidae.
Loài này thuộc chi Ipa. Ipa pepticus được Andrei V. Tanasevitch miêu tả năm 1988.